# Escut de Sant Climent Sescebes
L'escut oficial de Sant Climent Sescebes té el següent blasonament:
Escut caironat partit: al 1r, d'or, quatre pals de gules; el 2n, faixat d'or i de gules; ressaltant sobre el tot, un manat de tres cebes d'argent lligades de sable. Per timbre, una corona mural de poble.

## Història
Va ser aprovat el 15 de febrer del 2005 i publicat al DOGC el 7 de març del mateix any amb el número 4337.
L'escut del municipi presenta els quatre pals de les armes reials de Catalunya i el faixat d'or i de gules de les armes dels comtes d'Empúries, senyors del poble. Al mig hi ressalta un manat de cebes, senyal parlant al·lusiu a l'element Sescebes del topònim, en el sentit de "les cebes".